# Thimert-Gâtelles
Thimert-Gâtelles ist eine französische Gemeinde mit 1.240 Einwohnern (Stand: 1. Januar 2022) im Département Eure-et-Loir in der Region Centre-Val de Loire; sie gehört zum Arrondissement Dreux und zum Kanton Saint-Lubin-des-Joncherets.

## Geographie
Thimert-Gâtelles liegt etwa 25 Kilometer nordwestlich von Chartres. Umgeben wird Thimert-Gâtelles von den Nachbargemeinden Châteauneuf-en-Thymerais und Saint-Sauveur-Marville im Norden, Tremblay-les-Villages im Nordosten und Osten, Mittainvilliers-Vérigny im Südosten, Saint-Arnoult-des-Bois und Favières im Süden, Ardelles im Südwesten sowie Saint-Maixme-Hauterive im Westen und Nordwesten.

## Einwohnerzahlen
| Jahr                       | 1962 | 1968 | 1975 | 1982 | 1990 | 1999 | 2006 | 2013 | 2020 |
| Einwohner                  | 531  | 581  | 815  | 826  | 841  | 929  | 1051 | 1253 | 1240 |
| Quellen: Cassini und INSEE |      |      |      |      |      |      |      |      |      |

## Sehenswürdigkeiten
- Kirche Saint-Blaise in Gâtelles, Monument historique seit 1921
- Kirche Saint-Pierre in Thimert, seit 1932 Monument historique
- Kapelle Saint-Thomas aus dem 12. Jahrhundert
- Kapelle Saint-Laurent
- Kapelle Notre-Dame aus dem 15. Jahrhundert
- Reste einer Motte

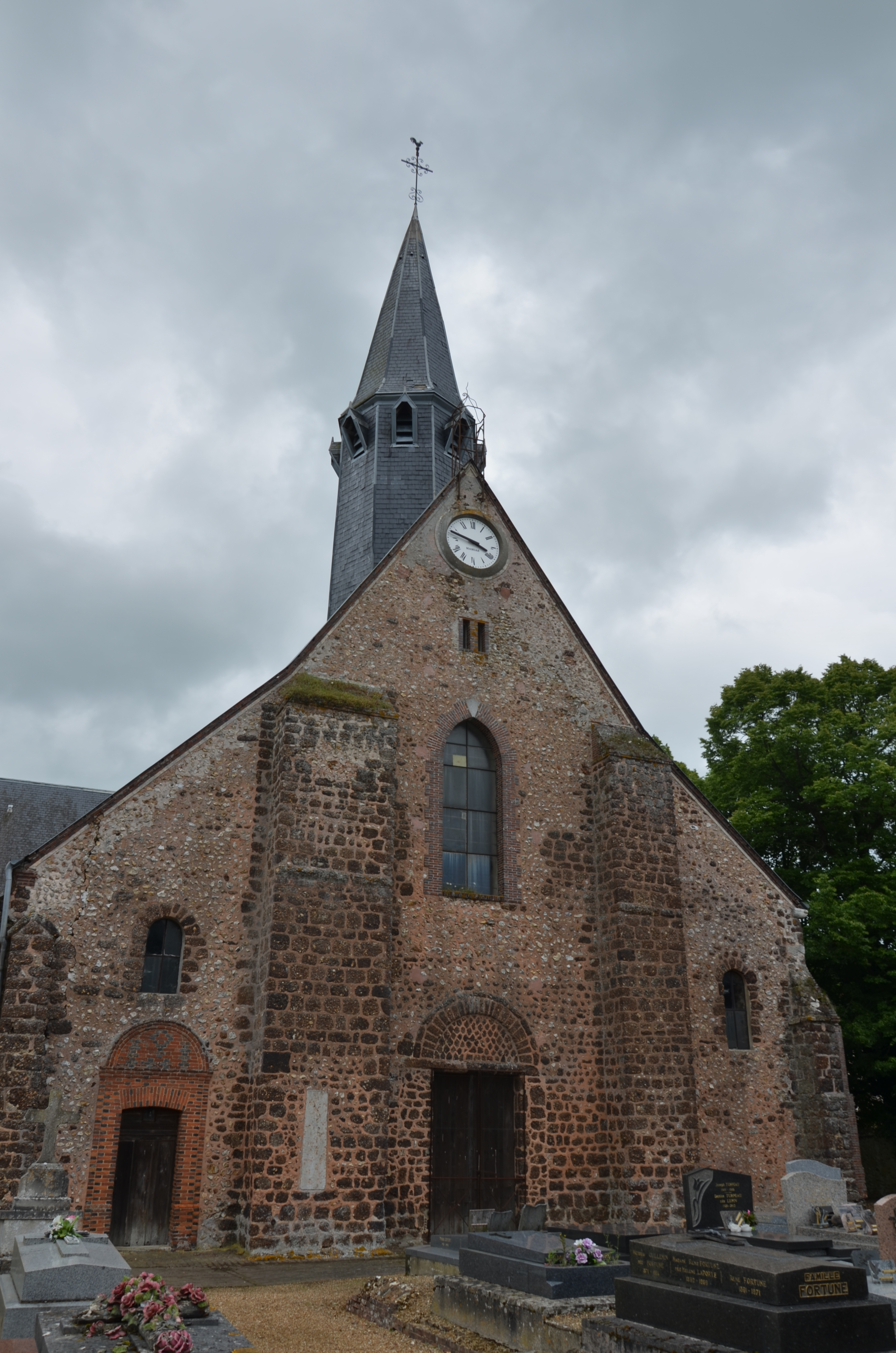
Kirche Saint-Pierre
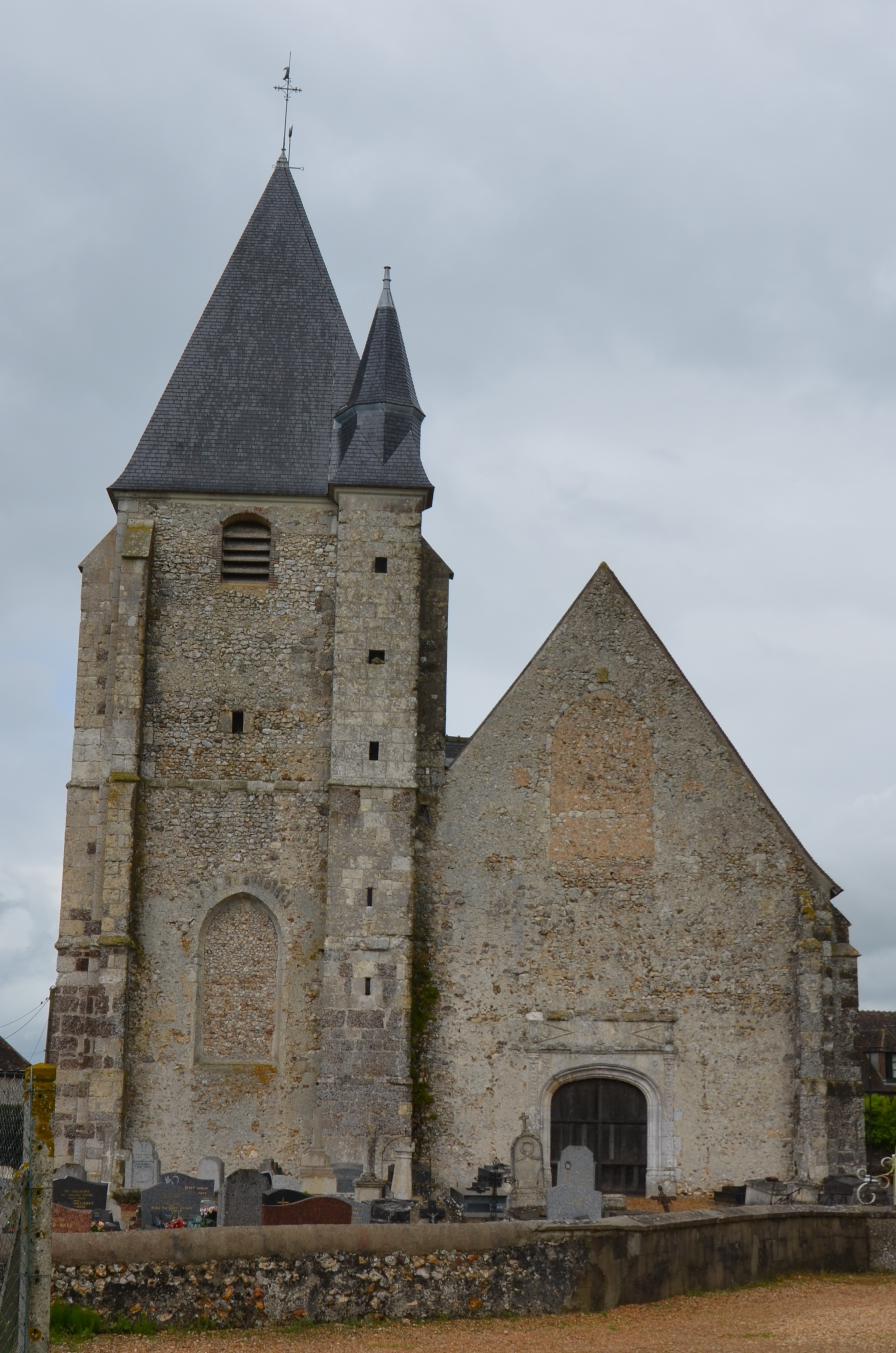
Kirche Saint-Blaise
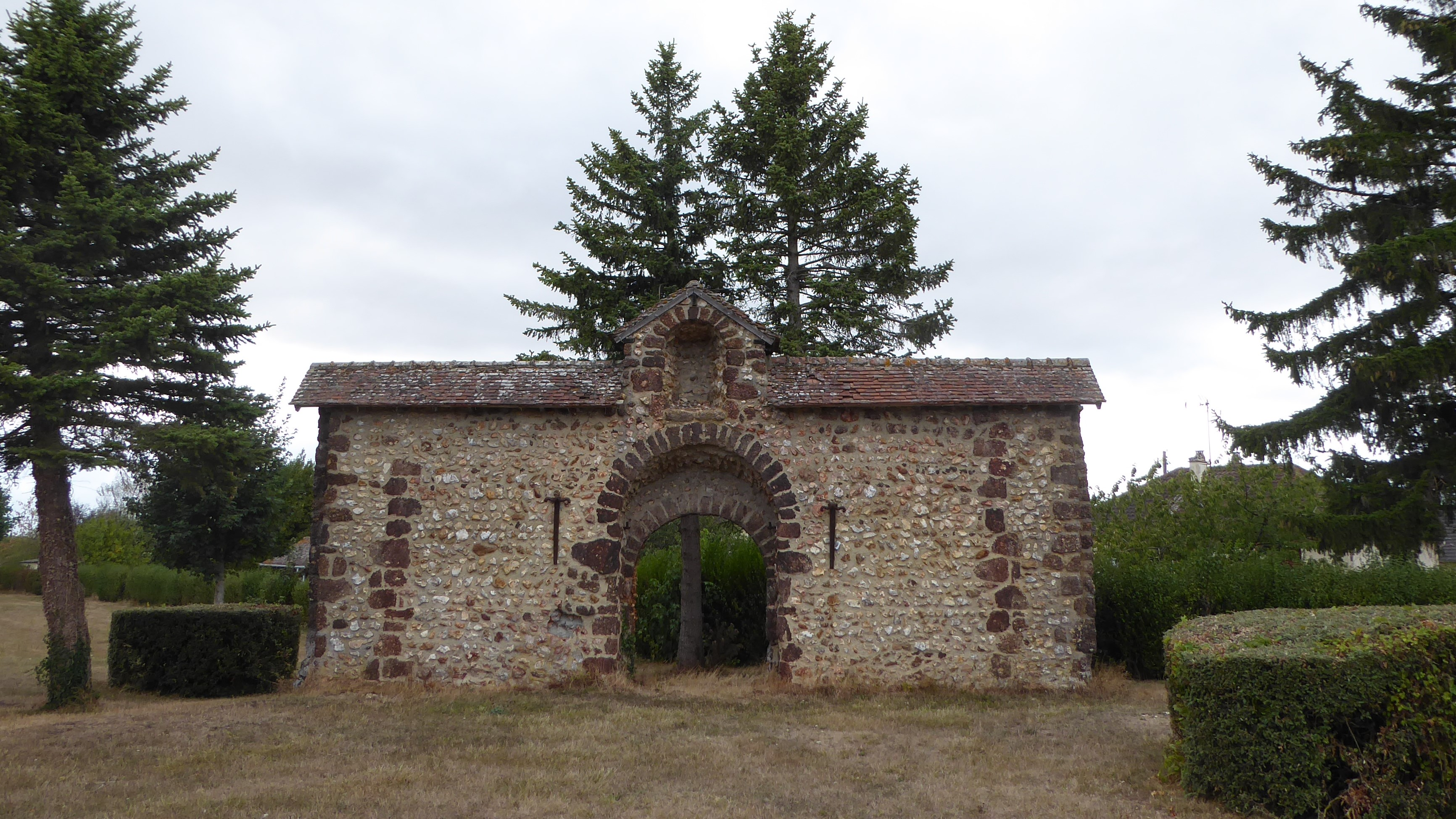
Reste der Kapelle Saint-Laurent
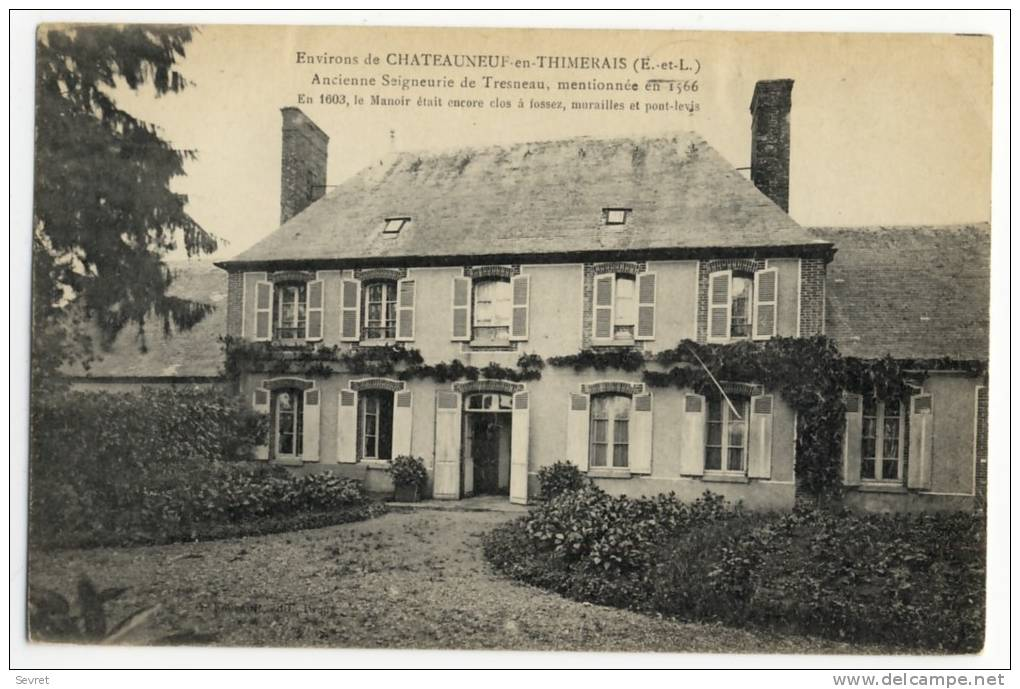
Schloss Tresneau